# Biegi narciarskie na Mistrzostwach Świata Juniorów w Narciarstwie Klasycznym 2012
Biegi narciarskie na 32. Mistrzostwach Świata Juniorów odbędą się w dniach 20 - 26 lutego 2012 roku w tureckim Erzurum. Zawodnicy i zawodniczki będą rywalizować łącznie w 14 konkurencjach, w dwóch kategoriach wiekowych: juniorów oraz młodzieżowców.

## Wyniki juniorów
| Pozycja | Zawodnik               | Narodowość |
| ------- | ---------------------- | ---------- |
|         | Siergiej Ustiugow      | Rosja      |
|         | Sindre Bjørnestad Skar | Norwegia   |
|         | Sondre Turvoll Fossli  | Norwegia   |
| 4.      | Roman Schaad           | Szwajcaria |
| 5.      | Jermił Wokujew         | Rosja      |
| 6.      | Erwan Käser            | Szwajcaria |

| Pozycja | Zawodniczka            | Narodowość |
| ------- | ---------------------- | ---------- |
|         | Stina Nilsson          | Szwecja    |
|         | Evelina Settlin        | Szwecja    |
|         | Christa Jäger          | Szwajcaria |
| 4.      | Jonna Sundling         | Szwecja    |
| 5.      | Hilde Losgård Landheim | Norwegia   |
| 6.      | Anamarija Lampič       | Słowenia   |

| Pozycja | Zawodnik               | Narodowość | Czas    |
| ------- | ---------------------- | ---------- | ------- |
|         | Siergiej Ustiugow      | Rosja      | 25:24,7 |
|         | Jermił Wokujew         | Rosja      | 25:47,2 |
|         | Sindre Bjørnestad Skar | Norwegia   | 25:57,1 |
| 4.      | Iivo Niskanen          | Finlandia  | 25:58,1 |
| 5.      | Artiom Malcew          | Rosja      | 26:10,5 |
| 6.      | Max Hauke              | Austria    | 26:14,6 |

| Pozycja | Zawodniczka           | Narodowość | Czas    |
| ------- | --------------------- | ---------- | ------- |
|         | Natalja Żukowa        | Rosja      | 14:53,1 |
|         | Jelena Sobolewa       | Rosja      | 14:53,9 |
|         | Jelena Sierochwostowa | Rosja      | 14:58,6 |
| 4.      | Sofia Henriksson      | Szwecja    | 14:59,9 |
| 5.      | Anamarija Lampič      | Słowenia   | 15:00,0 |
| 6.      | Nika Razinger         | Słowenia   | 15:07,4 |

| Pozycja | Zawodnik               | Narodowość | Czas    |
| ------- | ---------------------- | ---------- | ------- |
|         | Siergiej Ustiugow      | Rosja      | 50:28,8 |
|         | Artiom Malcew          | Rosja      | 50:39,5 |
|         | Sindre Bjørnestad Skar | Norwegia   | 50:53,4 |
| 4.      | Dmitrij Rostowcew      | Rosja      | 50:59,1 |
| 5.      | Antti Ojansivu         | Finlandia  | 51:03,7 |
| 6.      | Jermił Wokujew         | Rosja      | 51:14,6 |

| Pozycja | Zawodniczka         | Narodowość | Czas    |
| ------- | ------------------- | ---------- | ------- |
|         | Nika Razinger       | Słowenia   | 29:33,3 |
|         | Lea Einfalt         | Słowenia   | 29:41,1 |
|         | Nadieżda Szuniajewa | Rosja      | 29:46,6 |
| 4.      | Anja Eržen          | Słowenia   | 30:02,8 |
| 5.      | Natalja Żukowa      | Rosja      | 30:14,8 |
| 6.      | Teresa Stadlober    | Austria    | 30:15,8 |

| Pozycja | Państwo    | Zawodnicy                                                                                 | Czas    |
| ------- | ---------- | ----------------------------------------------------------------------------------------- | ------- |
|         | Rosja      | Artiom Malcew Jermił Wokujew Dmitrij Rostowcew Siergiej Ustiugow                          | 47:18,2 |
|         | Kazachstan | Daulet Rachimbajew Siergiej Małyszew Nikita Tkaczenko Roman Ragozin                       | 48:03,0 |
|         | Norwegia   | Sondre Turvoll Fossli Martin Løwstrøm Nyenget Håvard Solås Taugbøl Sindre Bjørnestad Skar | 48:17,6 |
| 4.      | Włochy     | Mauro Brigadoi Giandomenico Salvadori Mario Roncador Claudio Muller                       | 48:49,6 |
| 5.      | Francja    | Mathias Dheyriat Adrien Backscheider Gerard Agnellet Clement Parisse                      | 48:49,7 |
| 6.      | Niemcy     | Florian Notz Christian Stiebritz Martin Weisheit Samson Schairer                          | 49:02,3 |

| Pozycja | Państwo  | Zawodniczki                                                              | Czas    |
| ------- | -------- | ------------------------------------------------------------------------ | ------- |
|         | Rosja    | Jelena Sierochwostowa Natalia Żukowa Nadieżda Szuniajewa Jelena Sobolewa | 34:06,1 |
|         | Szwecja  | Evelina Settlin Sofia Henriksson Jonna Sundling Stina Nilsson            | 34:19,5 |
|         | Słowenia | Anja Eržen Anamarija Lampič Lea Einfalt Nika Razinger                    | 34:19,6 |
| 4.      | Niemcy   | Theresa Eichhorn Laura Gimmler Vanessa Hinz Victoria Carl                | 34:56,4 |
| 5.      | Włochy   | Francesca Baudin Stefania Zanon Greta Laurent Giulia Stürz               | 35:37,5 |
| 6.      | Norwegia | Barbro Kvåle Thea Krokan Murud Hilde Losgård Landheim Anne-Tine Markset  | 35:37,7 |

## Wyniki młodzieżowców
| Pozycja | Zawodnik         | Narodowość |
| ------- | ---------------- | ---------- |
|         | Gleb Rietiwych   | Rosja      |
|         | Jewgienij Biełow | Rosja      |
|         | Roman Furger     | Szwajcaria |
| 4.      | Fabio Clementi   | Włochy     |
| 5.      | Gianluca Cologna | Szwajcaria |
| 6.      | Anton Lindblad   | Szwecja    |

| Pozycja | Zawodniczka     | Narodowość |
| ------- | --------------- | ---------- |
|         | Hanna Kolb      | Niemcy     |
|         | Emma Wikén      | Szwecja    |
|         | Jennie Öberg    | Szwecja    |
| 4.      | Alenka Čebašek  | Słowenia   |
| 5.      | Linn Sömskar    | Szwecja    |
| 6.      | Manon Locatelli | Francja    |

| Pozycja | Zawodnik         | Narodowość        | Czas    |
| ------- | ---------------- | ----------------- | ------- |
|         | Jewgienij Biełow | Rosja             | 37:40,1 |
|         | Noah Hoffman     | Stany Zjednoczone | 38:05,5 |
|         | Hannes Dotzler   | Niemcy            | 38:09,1 |
| 4.      | Tim Tscharnke    | Niemcy            | 38:14,7 |
| 5.      | Thomas Bing      | Niemcy            | 38:21,2 |
| 6.      | Karel Tammjärv   | Estonia           | 38:23,1 |

| Pozycja | Zawodniczka           | Narodowość        | Czas    |
| ------- | --------------------- | ----------------- | ------- |
|         | Marija Guszczina      | Rosja             | 29:23,2 |
|         | Polina Miedwiediewa   | Rosja             | 29:49,9 |
|         | Martine Ek Hagen      | Norwegia          | 29:51,2 |
| 4.      | Emma Wikén            | Szwecja           | 29:51,6 |
| 5.      | Sadie Maubet Bjornsen | Stany Zjednoczone | 29:55,1 |
| 6.      | Manon Locatelli       | Francja           | 30:24,3 |

| Pozycja | Zawodnik          | Narodowość | Czas      |
| ------- | ----------------- | ---------- | --------- |
|         | Raul Szakirzianow | Rosja      | 1:16:30,9 |
|         | Jewgienij Biełow  | Rosja      | 1:16:31,8 |
|         | Hannes Dotzler    | Niemcy     | 1:16:32,0 |
| 4.      | Tim Tscharnke     | Niemcy     | 1:16:32,2 |
| 5.      | Finn Hågen Krogh  | Norwegia   | 1:16:32,5 |
| 6.      | Piotr Siedow      | Rosja      | 1:16:32,7 |

| Pozycja | Zawodniczka         | Narodowość | Czas    |
| ------- | ------------------- | ---------- | ------- |
|         | Martine Ek Hagen    | Norwegia   | 43:52,5 |
|         | Debora Agreiter     | Włochy     | 44:06,4 |
|         | Emma Wikén          | Szwecja    | 44:27,0 |
| 4.      | Polina Miedwiediewa | Rosja      | 44:39,4 |
| 5.      | Monique Siegel      | Niemcy     | 44:40,4 |
| 6.      | Anastasija Słonowa  | Kazachstan | 44:40,9 |

## Klasyfikacja medalowa
| Miejsce | Państwo           |    |   |   | złoto · srebro · brąz |
| ------- | ----------------- | -- | - | - | --------------------- |
| 1.      | Rosja             | 10 | 6 | 2 | 18                    |
| 2.      | Szwecja           | 1  | 3 | 2 | 6                     |
| 3.      | Norwegia          | 1  | 1 | 5 | 7                     |
| 4.      | Słowenia          | 1  | 1 | 1 | 3                     |
| 5.      | Niemcy            | 1  | 0 | 2 | 3                     |
| 6.      | Kazachstan        | 0  | 1 | 0 | 1                     |
|         | Stany Zjednoczone | 0  | 1 | 0 | 1                     |
|         | Włochy            | 0  | 1 | 0 | 1                     |
| 9.      | Szwajcaria        | 0  | 0 | 2 | 2                     |